# Uppenbarelseboken

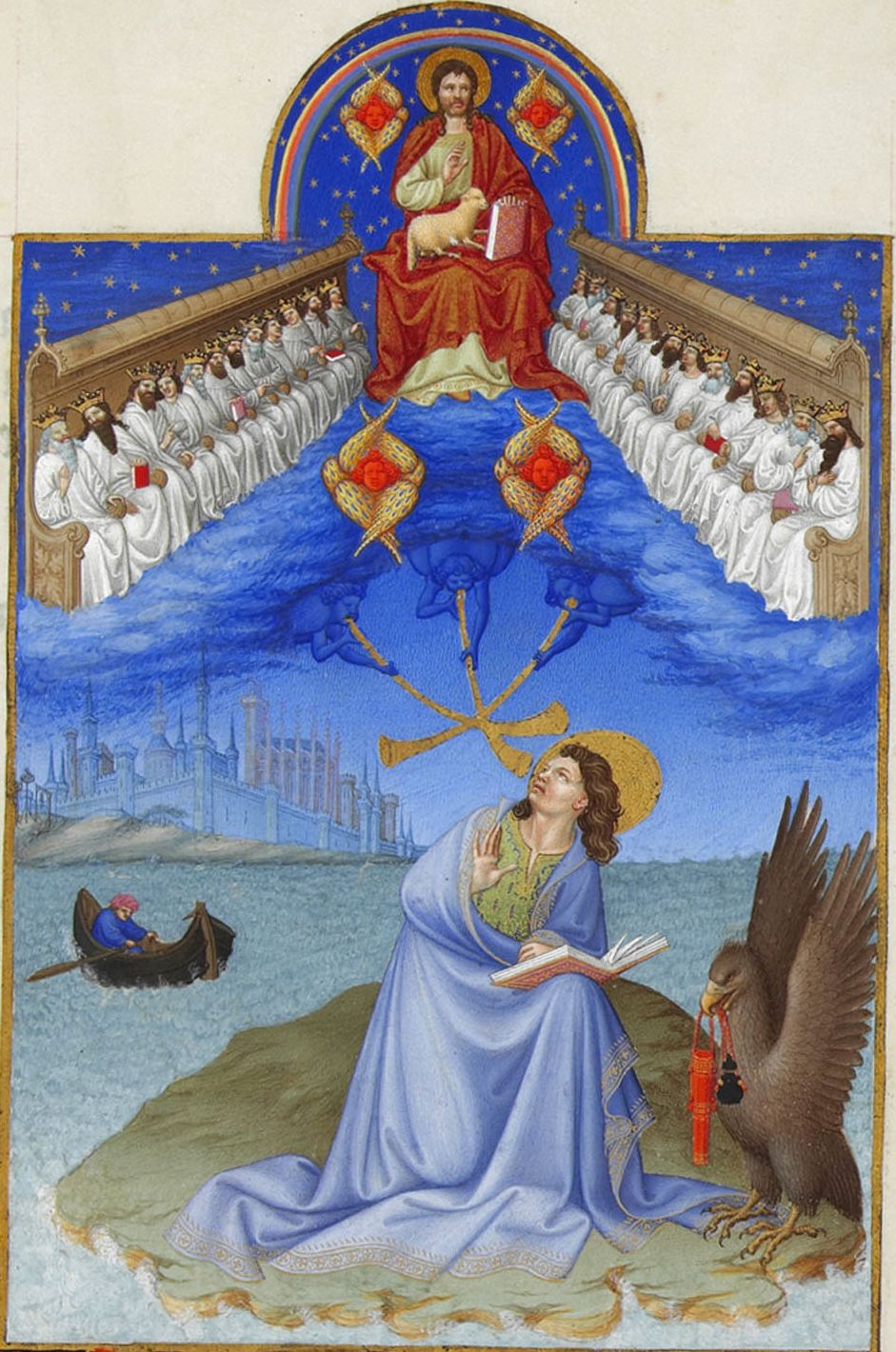
Johannes på ön Patmos, illustration ur Les Très Riches Heures du Duc de Berry.

Uppenbarelseboken (förkortat Upp), även känd som Johannes uppenbarelse och Johannes apokalyps (grekiska: Ἀποκάλυψις Ἰωάννου, Apokálypsis Iōánnou) är en apokalyptisk skrift som ingår i Nya testamentet. Skriften är ställd till sju församlingar i Mindre Asien i nuvarande Turkiet (Efesos, Smyrna, Pergamon, Thyatira, Sardes, Filadelfia och Laodikeia). Den handlar om hur djävulen slutligen besegras och Guds rike uppstår.

## Författare och datering
Författaren till denna omfattande bibelbok kallar sig själv fyra gånger för Johannes. I texten skriver han att han befinner sig på ön Patmos, som ingår i tolvöarna och tillhör Grekland, när han tecknar sina visioner. Under romartiden användes ön som fångkoloni. I så fall satt Johannes troligen fängslad här för sin tros skull. Om allt detta stämmer bör boken ha tillkommit omkring 90 e.Kr.
Traditionellt har man identifierat författaren som aposteln Johannes, Sebedaios son, en av Jesus tolv lärjungar. Bland annat Justinus Martyren identifierar aposteln Johannes som författare redan på 100-talet.
Den traditionella synen har dock ifrågasatts. Dionysius av Alexandria bestred redan på 200-talet att aposteln Johannes skulle ha skrivit denna bok. Och enligt nutida analyser kan denne Johannes inte ha varit samme man som skrivit Johannesevangeliet och de tre Johannesbreven. Språket i Johannes uppenbarelsebok anses skilja sig alltför mycket från de andra böckerna för att de ska kunna ha samma författare. Kritiker anser dock att dessa skillnader kan förklaras med bokens annorlunda innehåll i förhållande till de andra böckerna. De menar också att det finns likheter, till exempel att Jesus omtalas som "Guds lamm" och "Messias" (Lejonet av Juda stam) och att böckerna understryker Jesu gudomliga natur. Detta och att Justinus uppgift om aposteln Johannes är så nära i tid till Uppenbarelsebokens tillkomst gör att olika försök gjorts att förklara de syntaktiska skillnaderna böckerna emellan och ändå se Justinus uppgift om författare som trovärdig. Enligt en tolkning är Uppenbarelseboken författad och nedskriven av aposteln Johannes själv, medan Johannesevangeliet istället har skrivits ner av lärjungar till aposteln eller en församlingskärna. Vi-formuleringarna i Joh.20 tyder på ett sådant förhållande. Den Johannes som uppges vara författare till de tre Johannesbreven skulle då i sådana fall vara aposteln Johannes lärjunge Johannes Presbytern (omtalad av bland annat Irenaeus) och inte aposteln Johannes. Likheten i språk mellan Joh och 1-3 Joh skulle då kunna bero på att även Presbytern fanns med vid redigering och författande av evangeliet ifråga. Det skulle också kunna förklara den goda grekiskan i Joh och 1-3 Joh som - till skillnad från Uppenbarelseboken - är både rättstavad och syntaktiskt korrekt. I Uppenbarelseboken bär grekiskan dessutom tydliga drag av arameismer vilket skulle kunna tyda på en författare med arameiskt modersmål, vilket man förutsätter att aposteln Johannes haft. 

## Innehåll
Uppenbarelseboken har lockat och fascinerat många människor genom åren. De visioner som författaren skrivit ner i boken är inte alltid lätta att tolka. Men grundtemat i boken handlar om att ondskan, djävulen, kommer att fördrivas och besegras av Gud själv och kastas i en sjö av brinnande svavel. Ett himmelskt rike ska öppna sig för alla människor som vill följa Gud. Författaren beskriver himmelriket som en helig stad där "livets vatten, klar som kristall" rinner från Guds och Lammets tron. Där skall evig fred råda "och det skall inte mer bli natt, ingen behöver längre ljus från någon lampa eller solens ljus, ty Herren Gud skall lysa över dem" (Upp 22:1-5).
Syftningen på Lammet har tolkats till att vara Jesus. Det är alltså Jesus som slutligen sänds av Gud att besegra djävulen. Djävulen benämns i Uppenbarelseboken som Draken eller Ormen (Upp 12:9). Det är draken som ger odjuret (se nedan) makten.
Vidare sägs att endast de människor som har sitt namn skrivet i "Livets bok (eller Lammets bok)" är de som skall klara sig, bli räddade.
Nedan är en ofullständig översikt av innehållet - den behöver kompletteras!

### De sju församlingarna
Inledningsvis beskriver Johannes att han får en vision på ön Patmos. Han blir i visionen ombedd att skriva ned det han skulle få se, och skicka det till de sju församlingarna Efesos, Smyrna, Pergamon, Thyatira, Sardes, Filadelfia och Laodikeia.
I de tre första kapitlen finns också en särskild hälsning till var och en av de sju församlingarna, med både beröm, klander och uppmuntran till dem.

### Den himmelska gudstjänsten
I kapitel 4-8 flyttas fokus till himlen, och Johannes ser änglar och varelser tillbe Gud som är "Alfa och Omega" och Lammet. Han ser även en bokrulle med sju sigill, och hur Lammet öppnar vart och ett av sigillen.

### Odjuret, odjurets tal och den falske profeten
Odjuret eller Vilddjuret omnämns i trettonde kapitlet. Odjuret uppenbarar sig i första versen:
"Det hade tio horn och sju huvuden och på sina horn tio kronor och på sina huvuden hädiska namn.
Odjuret jag såg liknade en leopard, och dess fötter var som en björns och dess gap som gapet på ett lejon."
(Upp 13:1-2)
En tolkning av detta är att odjuret inte beskrivs som det ser ut utan som en liknelse. Sju och tio betraktades som fulländade tal. 
Odjuret hädar Gud och förföljer kristna. 
En vanlig tolkning är att odjuret är en människa och mäktig ledare som fått sin makt från djävulen.
Sista versen i trettonde kapitlet lyder:
"Den som har förstånd skall tolka odjurets tal, ty det är en människas tal, och talet är 666."
(Upp 13:18)
I vissa avskrifter nämns siffran 616.
I uppenbarelsebokens trettonde kapitel uppenbarar sig även ett andra odjur:
"Och jag såg ett annat odjur stiga upp ur jorden, och det hade två horn som liknade ett lamms och det talade som en drake."
(Upp 13:11)
Det andra odjuret benämns därefter som "den falske profeten". Den falske profeten uppmanar jordens invånare att tillbe det första odjuret och göra en avbild av det.

### Babyloniska skökan
Babyloniska skökan är en term som har använts nedsättande om den katolska kyrkan och dess förvärldsligande, med biblisk allusion i Upp 17:1, 17:5 etc. I Uppenbarelseboken handlar det dock om en allegorisk symbol för ondska.
"Och en av de sju änglarna med de sju skålarna kom och talade med
mig och sade: »Kom hit, så skall jag visa dig, huru den stora
skökan får sin dom, hon som tronar vid stora vatten,
hon som jordens konungar hava bedrivit otukt med och av vilkens
otukts vin jordens inbyggare hava druckit sig druckna.»
Sedan förde han mig i anden bort till en öken. Där såg jag en
kvinna som satt på ett scharlakansrött vilddjur, fulltecknat
med hädiska namn; och det hade sju huvuden och tio horn.
Och kvinnan var klädd i purpur och scharlakan och glänste av guld
och ädla stenar och pärlor; och i sin hand hade hon en gyllene
kalk, full av styggelser och av hennes otukts orenlighet.
Och på hennes panna var skrivet ett namn med hemlig betydelse:
»Det stora Babylon, hon som är moder till skökorna och till
styggelserna på jorden.»" (Upp 13:1-13:5)

## Tolkningar
Uppenbarelseboken kan tolkas både som en berättelse om en framtida apokalyps och som en upprorisk text mot dåtidens överhet. En mängd olika tolkningsmodeller finns, och nedan finns en översikt av den vanliga klassificeringen av dessa modeller.

### Preteristisk tolkning
Enligt den preteristiska tolkningsmodellen gick i stort sett alla profetior i Uppenbarelseboken i uppfyllelse under det första århundradet. När författaren skriver om djävulen och draken, som måste bekämpas, har många forskare tolkat honom som att han menar den tidens romerska rike. Rom var för dåtidens kristna sinnebilden för den onda besten.
Det anses ofta att odjuret syftar på kejsar Nero. Odjurets tal, 666, blir hans namn på hebreiska; om namnet skrivs om till latin blir det 616.
Den falske profeten kan möjligen representera det romerska prästerna som uppmanade dyrkandet av kejsaren.

### Historicistisk tolkning
Den historicistiska tolkningen ser Uppenbarelsebokens händelser utspelas under hela den kristna kyrkans historia, från Johannes dagar på ön Patmos till tidens slut. I Uppenbarelsebokens symboler ser man då exempelvis romarrikets upplösning, den kristna kyrkans förfall (till exempel kan man tolka Babylon som kyrkan som avfallit från den sanna läran). Även olika politisk-historiska skeenden, som till exempel Europas splittring och olika försök att återförena Europa kan tolkas in.

### Futuristisk tolkning
Se även uppryckandet.
Uppenbarelsebokens visioner syftar enligt en futuristisk tolkning på framtiden. Man anser att de skeenden som finns beskrivna i boken kommer att äga rum kort innan tidens slut, i samband med Kristi återkomst.

### Idealistisk tolkning
Den idealistiska tolkningen ser Uppenbarelseboken som främst innehållande tidlösa symboler och bilder över det godas seger över ondskan.

## Kanonicitet
Uppenbarelseboken betraktas som en av de mest svårtolkade böckerna i Bibeln och har därför också betraktats med viss skepsis av många bibelutläggare.  Så menade till exempel Martin Luther att Uppenbarelseboken inte borde ingå i kanon då den i all väsentlighet var obegriplig, en ståndpunkt han dock senare övergav och i hans tyska översättning av Bibeln fick den därför vara med.
Under 300-talets kanoniseringsprocess var det flertalet biskopar som motsatte sig en kanonisk status av boken då den ansågs för mångtydig och oklar med därtill omtvistat ursprung. Den kom dock ändå att upptas bland nya Testamentets böcker då den under så lång tid och så frekvent redan använts i de kristna församlingarna och dessutom var mycket väl spridd bland dessa. Dessutom förkunnar den tydligt en offrad, uppstånden och i härlighet kommande Kristus, vilket gjorde att man inte hade några egentliga teologiska invändningar mot boken. Som enda nytestamentliga bok läses den dock fortfarande inte ur i de östortodoxa kyrkornas liturgi (gudstjänst) - vilket är ett eko av den diskussion kring bokens status som förts i dessa kyrkor och där man i öst generellt varit mer skeptisk till dess roll som kanonisk.